# بوغزول
بوغزول (به عربی: بوغزول) یک شهرداری در الجزایر است که در استان مدیه واقع شده‌است. بوغزول ۱۴٬۰۹۴ نفر جمعیت دارد و ۶۲۵ متر بالاتر از سطح دریا واقع شده‌است.